# كين دوغان
كين دوغان هو لاعب هوكي الجليد كندي، ولد في 21 فبراير 1963 في لندن في كندا.

## وصلات خارجية
- كين دوغان على موقع دوري الهوكي الوطني (الإنجليزية)
- كين دوغان على موقع قاعة مشاهير الهوكي (لاعب أن.إتش.أل) (الإنجليزية)
- كين دوغان على موقع EliteProspects.com (الإنجليزية)
- كين دوغان على موقع HockeyDB.com (الإنجليزية)
- كين دوغان على موقع Hockey-Reference.com (الإنجليزية)